# Liste der Baudenkmäler in Geltendorf

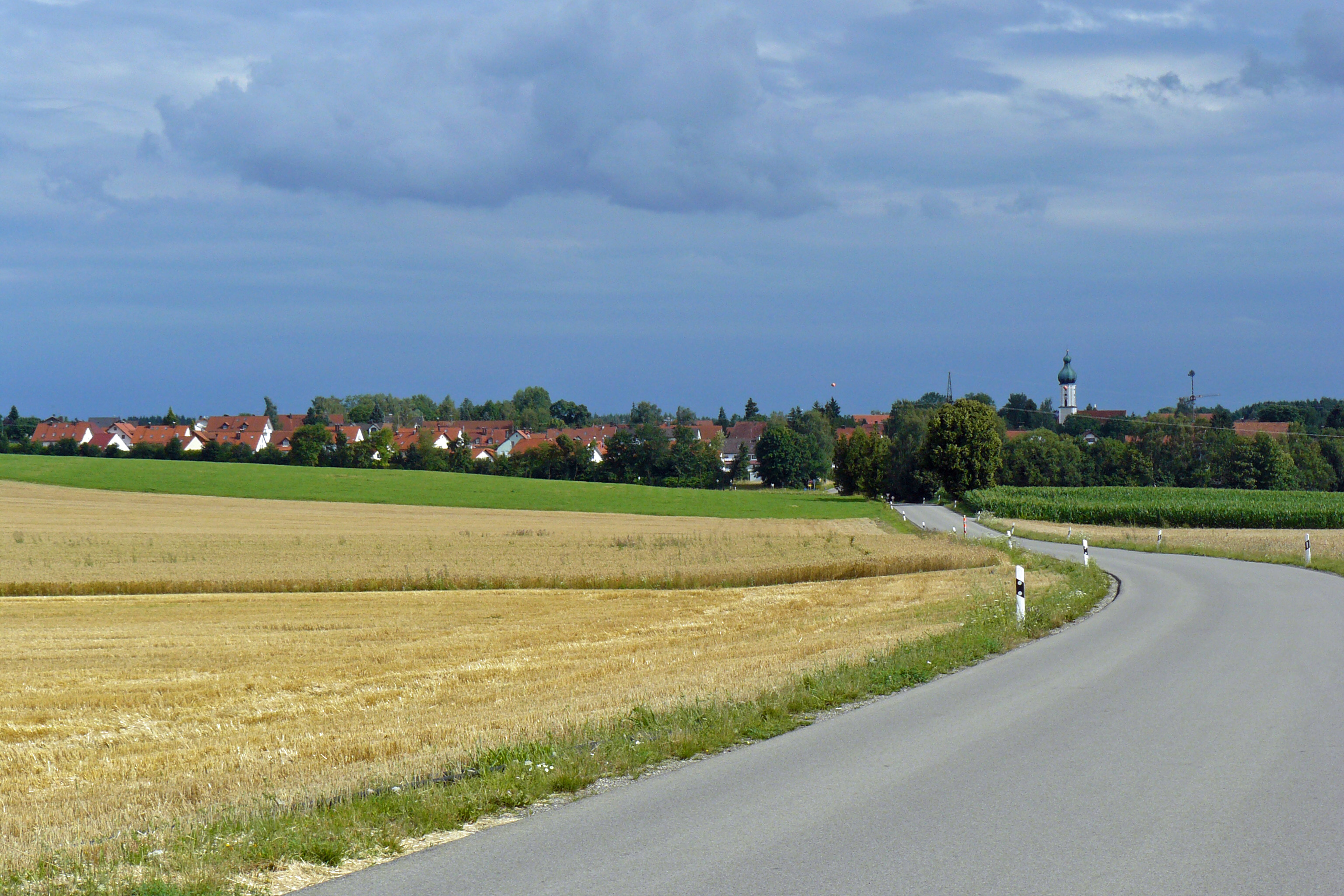
Geltendorf im Jahr 2011

Auf dieser Seite sind die Baudenkmäler in der oberbayerischen Gemeinde Geltendorf zusammengestellt. Diese Tabelle ist eine Teilliste der Liste der Baudenkmäler in Bayern. Grundlage ist die Bayerische Denkmalliste, die auf Basis des Bayerischen Denkmalschutzgesetzes vom 1. Oktober 1973 erstmals erstellt wurde und seither durch das Bayerische Landesamt für Denkmalpflege geführt wird. Die folgenden Angaben ersetzen nicht die rechtsverbindliche Auskunft der Denkmalschutzbehörde.

## Baudenkmäler nach Ortsteilen

### Geltendorf
| Lage                                   | Objekt                                         | Beschreibung | Akten-Nr.              | Bild                               |
| -------------------------------------- | ---------------------------------------------- | --- | ---------------------- | ---------------------------------- |
| Dorfstraße 9; Kirchstraße 2 (Standort) | Ehemals Pfarrhaus                              | Steilsatteldachbau mit Gesimsgliederung, 1737–1739; Ehemals Wasch- und Backhaus, eingeschossiger Satteldachbau, 18. Jahrhundert | D-1-81-122-3 Wikidata  | weitere Bilder                     |
| Dorfstraße 12 (Standort)               | Wohnhaus                                       | langgestreckter Walmdachbau, bezeichnet 1724 | D-1-81-122-4 Wikidata  | Wohnhaus                           |
| Grenzsteine ()                         | Grenzsteine                                    | zwei Sandsteinpfeiler, bezeichnet mit Wappen des Klosters Schäftlarn und Buchstaben P. S., 17./18. Jahrhundert; 2400 Meter ostsüdöstlich der Pfarrkirche im Wald, Nähe Landkreisgrenze. (1. Tuffstein, 30 Meter westlich der Kreisgrenze. 2. Tuffstein derzeit entfernt und zur Wiederaufstellung vorgesehen) nicht nachqualifiziert, im BayernViewer-denkmal nicht kartiert | D-1-81-122-8 Wikidata  |                                    |
| Grenzsteine ()                         | Grenzsteine                                    | fünf Tuffpfeiler mit der Bezeichnung F. v. T. (Freiherren von Törring), 18./19. Jahrhundert; in einer Linie vom „Nebelweiher“ nach Nordwesten bis Ecke Gemeindegrenze nicht nachqualifiziert, im BayernViewer-denkmal nicht kartiert | D-1-81-122-9 Wikidata  |                                    |
| Kirchstraße 2 (Standort)               | Katholische Nebenkirche Sankt Stephan          | Saalbau mit eingezogenem Chor und Chorflankenturm, im Kern spätgotisch, Verlängerung 1694, Barockisierung Mitte 18. Jahrhundert; mit Ausstattung; Reste der Friedhofsmauer, niedrige Einfriedung mit Ziegelabdeckung | D-1-81-122-1 Wikidata  | weitere Bilder                     |
| Landsberger Straße 5 (Standort)        | Bauernhaus                                     | Steilsatteldachbau, Haustür mit geschnitztem Dekor und eisernem Gatter, bezeichnet 1847; Ehemals Backhaus, kleiner Satteldachbau, Mitte 19. Jahrhundert; Scheune, langgestreckter Satteldachbau, nach 1862 | D-1-81-122-5 Wikidata  | weitere Bilder                     |
| Moorenweiser Straße 5 (Standort)       | Gasthaus                                       | zweigeschossiger Steilsatteldachbau mit verzierter Haustür, im Kern 18. und Mitte 19. Jahrhundert | D-1-81-122-6 Wikidata  | weitere Bilder                     |
| Nähe Hausener Straße (Standort)        | Wegkapelle, sogenannte Pestkapelle             | Satteldachbau über rechtwinkligem Grundriss, erbaut 1646/47; an der Straße nach Hausen | D-1-81-122-2 Wikidata  | Wegkapelle, sogenannte Pestkapelle |
| Schulstraße 6 (Standort)               | Katholische Pfarrkirche Zu den Heiligen Engeln | mächtiger Satteldachbau über gedrückt sechseckigem Grundriss mit niederem Beton-Campanile; mit Ausstattung; von Fritz Strunz, 1969/73 | D-1-81-122-31 Wikidata | weitere Bilder                     |

### Hausen
| Lage                               | Objekt                                 | Beschreibung | Akten-Nr.              | Bild                    |
| ---------------------------------- | -------------------------------------- | --- | ---------------------- | ----------------------- |
| Hauptstraße 1 (Standort)           | Bildstock                              | am südlichen Ortsende, 18./19. Jahrhundert | D-1-81-122-15 Wikidata | Bildstock               |
| Sankt-Nikolaus-Ring 4 (Standort)   | Ehemals Gasthaus                       | stattlicher Steilsatteldachbau, im Kern 17./18. Jahrhundert                                                                                          | D-1-81-122-30 Wikidata | weitere Bilder          |
| Sankt-Nikolaus-Ring 4 a (Standort) | Katholische Pfarrkirche Sankt Nikolaus | Saalbau mit eingezogenem Chor und Chorflankenturm, im Kern 16. Jahrhundert und 2. Hälfte 17. Jahrhundert, 1754 und 1795 umgestaltet; mit Ausstattung | D-1-81-122-11 Wikidata | weitere Bilder          |
| Sankt-Nikolaus-Ring 8 (Standort)   | Ehemals Kleinbauernhaus                | eingeschossiger Steilsatteldachbau mit Oberlichttürgewände, bezeichnet 1824                                                                          | D-1-81-122-12 Wikidata | Ehemals Kleinbauernhaus |
| Sankt-Nikolaus-Ring 12 (Standort)  | Ehemals Bauernhaus                     | zweigeschossiger Satteldachbau, Haustür mit geschnitztem neugotischem Dekor, um 1860/70                                                              | D-1-81-122-13 Wikidata | weitere Bilder          |
| Sankt-Nikolaus-Ring 22 (Standort)  | Ehemaliges Pfarrhaus                   | zweigeschossiger Walmdachbau mit Putzgliederung, 1800                                                                                                | D-1-81-122-14 Wikidata | weitere Bilder          |

### Jedelstetten
| Lage                       | Objekt                             | Beschreibung | Akten-Nr.              | Bild           |
| -------------------------- | ---------------------------------- | --- | ---------------------- | -------------- |
| In Jedelstetten (Standort) | Katholische Kapelle Sankt Nikolaus | Saalbau mit Polygonalchor, Westturm und östlichem Sakristeianbau mit Pultdach, im Kern spätmittelalterlich, umgestaltet 1768–75, Turm um 1870; mit Ausstattung | D-1-81-122-17 Wikidata | weitere Bilder |

### Kaltenberg
| Lage                                | Objekt                                      | Beschreibung                                                                                        | Akten-Nr.              | Bild                              |
| ----------------------------------- | ------------------------------------------- | --------------------------------------------------------------------------------------------------- | ---------------------- | --------------------------------- |
| Schloßstraße 8 (Standort)           | Ehemals Schloss, heute Brauerei und Gasthof | Vierflügelanlage mit Torbau und Bergfried, Westflügel im Kern von 1678, neugotischer Umbau 1845/50. | D-1-81-122-18 Wikidata | weitere Bilder                    |
| Walleshauser Straße 23 a (Standort) | Katholische Kapelle St. Elisabeth           | einschiffiger Satteldachbau mit Polygonalchor, 1901; mit Ausstattung                                | D-1-81-122-19 Wikidata | Katholische Kapelle St. Elisabeth |

### Petzenhofen
| Lage                     | Objekt                                             | Beschreibung                                                                                             | Akten-Nr.              | Bild                                               |
| ------------------------ | -------------------------------------------------- | --- | ---------------------- | -------------------------------------------------- |
| Petzenhofen 7 (Standort) | Katholische Kapelle Sankt Jacobus oder Sankt Jakob | einschiffiger Satteldachbau mit Polygonalchor und Dachreiter, 2. Hälfte 16. Jahrhundert; mit Ausstattung | D-1-81-122-20 Wikidata | Katholische Kapelle Sankt Jacobus oder Sankt Jakob |

### Unfriedshausen
| Lage                                                                                    | Objekt                              | Beschreibung | Akten-Nr.              | Bild           |
| --------------------------------------------------------------------------------------- | ----------------------------------- | --- | ---------------------- | -------------- |
| Unfriedshausen 5 (Standort)                                                             | Katholische Kapelle Sankt Petrus    | einschiffiger Satteldachbau mit flachem Polygonalchor und Dachreiter, Langhaus im Kern romanisch, sonst 17./18. Jahrhundert; mit Ausstattung | D-1-81-122-21 Wikidata | weitere Bilder |
| An der Straße von Geltendorf nach Unfriedshausen (Unfriedshausener Wegäcker) (Standort) | Historische Ausstattung der Kapelle | Paulusfigur, 18./19. Jh | D-1-81-122-29          | BW             |

### Wabern an der Paar
| Lage                              | Objekt                                    | Beschreibung | Akten-Nr.              | Bild                                      |
| --------------------------------- | ----------------------------------------- | --- | ---------------------- | ----------------------------------------- |
| Sankt-Pankratius-Weg 2 (Standort) | Katholische Filialkirche Sankt Pankratius | Saalbau mit eingezogenem Chor und Chorscheitelturm, Langhaus Ende 15. Jahrhundert, Chor und Turm 1707; mit Ausstattung | D-1-81-122-22 Wikidata | Katholische Filialkirche Sankt Pankratius |

### Walleshausen
| Lage                                  | Objekt                                    | Beschreibung | Akten-Nr.              | Bild           |
| ------------------------------------- | ----------------------------------------- | --- | ---------------------- | -------------- |
| Kirchplatz 8; Kirchsteig 3 (Standort) | Katholische Pfarrkirche Mariä Himmelfahrt | Saalbau mit eingezogenem Polygonalchor und oktogonalem Chorflankenturm, Turmunterteil 14./15. Jahrhundert, Langhaus und Chor 1466–72, Turmoberteil 1695, Barockisierung 1732; mit Ausstattung; Beinhaus, Satteldachbau mit Schädelnischen und Ölbergdarstellung, 17. Jahrhundert; Ehemals Friedhofsbefestigung, geschlämmte Backsteinmauer mit Spitzbogentor nach Westen und überdachtem Aufgang von Süden, 16. und 17. Jahrhundert | D-1-81-122-23 Wikidata | weitere Bilder |
| Kirchplatz 8 (Standort)               | Pfarrhof                                  | stattlicher Bau mit Querflügel nach Süden, Bodenerker und Walmdach, Ostportal mit reichem Schnitzdekor, im Kern 17. Jahrhundert, erhöht und stuckiert um 1710, Ostportal um 1770; mit Ausstattung; Hoftor, gemauert mit Pforte, um 1710 | D-1-81-122-26          | weitere Bilder |
| Nähe Waberner Straße (Standort)       | Kruzifix der erneuerten Kapelle           | 18./19. Jahrhundert; an der Straße nach Unfriedshausen | D-1-81-122-28 Wikidata | BW             |

## Ehemalige Baudenkmäler
| Lage                                                      | Objekt                           | Beschreibung                                  | Akten-Nr. | Bild |
| --------------------------------------------------------- | -------------------------------- | --------------------------------------------- | --------- | ---- |
| Geltendorf im Wald ca. 2 km südlich des Ortes ()          | Sogenannter Dreiherrenstein      | bezeichnet 1692 (Flurnummer 1994)             |           |      |
| Geltendorf an der Straße nach Moorenweis bei km 36 ()     | Gedenkstein für einen Erfrorenen | Rotmarmor-Obelisk, 1879 (Flurnummer 1313)     |           |      |
| Walleshausen in den nordöstlichen Pfarrgarten versetzt () | Bildstock                        | im Kern 18. Jahrhundert                       |           |      |
| Walleshausen am nordwestlichen Ortsausgang ()             | Kapelle versetzt, modern         | mit historischer Ausstattung (Flurnummer 1/7) |           |      |